# Julie Zenatti
Julie Zenatti   (París, 5 de febrer de 1981) és una cantautora francesa. Donada a conèixer per la seva interpretació de Fleur-de-Lys al musical Notre-Dame de Paris, va publicar el seu primer disc l'any 2000, conegut per la cançó Si je m'en sors  Des de llavors ha publicat set àlbums d'estudi més. La seva tessitura de soprano cobreix quatre octaves.

## Trajectòria
Julie Zenatti participà en la cançó Pour que tu sois libre creada per a la campanya La rose Marie Claire en benefici de l'educació de les nenes desfavorides arreu del món.
El desembre de 2012 va signar un manifest amb d'altres personalitats artístiques a favor del matrimoni entre persones del mateix gènere i del dret d'accés a l'adopció per a les parelles homosexuals. Participà en els grans concerts d'Urgences Tchétchénie per tal de recaptar fons el 2017 i el 2018.
El maig de 2015, Julie Zenatti va participar en l'espectacle N'oubliez pas les paroles en benefici de la Fondation pour la recherche médicale. L'acompanyaven Claire Keim, Alix Poisson, Arnaud Ducret, Florent Peyre i Keen'V.
El 19 de desembre de 2018, més de 70 personalitats es van mobilitzar en resposta a la crida de l'associació Urgence Homophobie. Julie Zenatti fou una d'elles i apareix al videoclip de la cançó De l'amour . Participà també en el primer concert de Soyons des héroïnes a internet destinat a ajudar La Maison des femmes, i al senzill Debout les femmes.